# Anomala breviuscula
Anomala breviuscula är en skalbaggsart som beskrevs av Candeze 1869. Anomala breviuscula ingår i släktet Anomala och familjen Rutelidae. Inga underarter finns listade i Catalogue of Life.